# Messerschmitt Me.109TL
Me.109TL (Messerschmitt 109 Turbo-Lader Strahltriebwerk) — проект реактивного истребителя, предложенный для «подстраховки» проекта самолёта Me.262. Необходимость в этом проекте была обусловлена тем, что Люфтваффе не было уверено, будет ли Me.262 оправдывать надежды и пойдёт ли он в производство вообще. Вследствие чего, было потребовано создать запасной проект, который, в случае некоторой непредвиденной проблемы, было бы возможно построить в относительно быстрые сроки.

## Разработка
Me.109TL был предложен 22 января 1943 года Рейхсминистерству авиации в качестве альтернативы самолёту Me.262, последних которых к тому моменту было построено только три опытных образца.
Для сокращения затрат времени на проектирование и постройку самолёта было принято решение использовать компоненты уже существующих самолётов. Предполагалось использовать фюзеляж от высотного истребителя Bf 109H/BV 155B с изменёнными носовой и хвостовой частями, крыло от проекта Me.409 и шасси от Me.309. Кабина пилота такая же, как в модификациях Bf 109E и Bf 109G. Силовая установка — газотурбинные двигатели Jumo 004B-1 или BMW 003A.
В качестве вооружения на Me.109 TL предполагалось использовать две 20-мм пушки MG 151/20 и две 30-мм пушки MK 108. Все они располагались в носовой части фюзеляжа. Позднее предлагалось установить ещё две 30-мм пушки MK 108 в крыльях.
Me.109TL был более перспективным проектом, чем Me.262. По расчётам, Me.109TL должен был превосходить своего конкурента по показателям скорости и манёвренности за счёт более узкого фюзеляжа. Интенсивные работы над проектом Me.109TL продолжались до марта 1943 года, когда стало очевидно, что самолёт требует многочисленных доработок в конструкции. Все работы над проектом были остановлены, чтобы сосредоточить все силы на Me.262.
Ни одного экземпляра самолёта построено не было.

## Лётно-технические характеристики
- Экипаж: 1 чел
- Длина: 9,5 м
- Размах крыла: 12,55 м
- Силовая установка: 2 × Junkers Jumo 004B или BMW 003A
- Максимальная скорость: 980 км/ч
- Вооружение: 2 × 20-мм пушка MG 151/20 и 2 × 30-мм пушки MK 103 в носу, 2 × 30-мм пушки MK 108 в консолях крыльев